# Lagan

Lagan er den sydligste af Hallands store åer. Åen udspringer i Småland syd for Jönköping og løber ud i Kattegat vest for Laholm.
Lagan følger E4 på en lang strækning gennem Småland.
Der ligger en del vandkraftværker ved Lagan, hvor de 5 mest kendte er Karsefors, Majenfors, Bassalt og Knäred övere og nedre. Karsefors er det største af vandkraftværkerne. Det er bygget i 1930 og har 2 Francis turbiner, som yder 31 MW og har en årsproduktion på ca. 129 GWh/år og har en faldhøjde på 25.6 m.